# David Kane
David Kane (* 13. April 1955 in Glasgow, Schottland) ist ein britisch-US-amerikanischer Pianist und Komponist auf dem Gebiet der klassischen Musik und des Jazz.

## Leben
Kane begann im Alter von acht Jahren Klavier zu spielen und zu komponieren. 1965 kam er in die USA, wo er Klarinetten- und Saxophonunterricht nahm. Nachdem er an der North Texas State University studierte, nahm er ab 1975 in New York Unterricht bei Asher Zlotnik, außerdem bei Ludmila Ulehla, Alan Mandel und Clare Fischer.
Danach begann Kane eine professionelle Laufbahn als Musiker. Auf dem Gebiet des Jazz trat er im Lauf der Jahre u. a. mit Woody Shaw, Mark Murphy, Dizzy Gillespie, dem Duke Ellington Orchestra, Nancy Wilson, Maxine Sullivan, Michele Hendricks, Tito Puente, Paul Bollenback, Jim Snidero, Charlie Byrd, Steve Kujala, Marlene VerPlanck, Eddie Daniels und Dave Liebman auf und spielte CDs mit Craig Fraedrich, Rick Lillard, Eddie Vann, Lisa Rich, Dave Liebman, Drew Gress, Pam Bricker und anderen ein. Mit dem Bassisten Tom Baldwin und dem Perkussionisten Dominic Smith bildet er das David Kane Trio.
Als klassischer Pianist trat er u. a. mit dem Twentieth Century Consort, dem Baltimore Symphony Orchestra, dem National Symphony Orchestra, dem Arlington Symphony Orchestra, dem Fairfax Symphony Orchestra, dem Alexandria Symphony Orchestra, der Chicago Sinfonietta, den Musikern Joshua Bell, Kathleen Battle, Denyce Graves, Charlotte Church, James Galway und mit verschiedenen Kammermusikensembles auf.
Seit 1982 komponierte Kane Musik für mehr als 250 Spielfilme und Fernsehproduktionen. Daneben entstanden auch klassische Kompositionen. Von 1990 bis 2001 arbeitete er als Orchestrator für die US Army Soldiers Show. 1992 transkribierte er für Mstislaw Rostropowitsch Alfred Schnittkes Zweites Cellokonzert für Cello und Klavier. Von 1992 bis 2003 war er Dozent an der University of Maryland, seitdem unterrichtet er an der University of Arkansas im Masterprogramm für Jazzmusik.

## Werke
- Rhythm Changes, 1992
- A Winter’s Song, 1993
- Polar Bear Rag, 1994
- The Hills So Green für Streichquartett, 1995
- Visitations, 1996
- Watergardens für Violine und Klavier, 1996
- Uncommon Ground für Fagott, Klavier und Didgeridoo, 1997
- Tango Americano für Kammerorchester, 1998
- Strange Encounters Variation für Kammerorchester, 1999
- Underture für Kammerorchester, 2000
- Acquainted with the Night, 2006

## Diskographie
- March Heir mit Drew Gress, Glenn Cashman, Mike Smith, Cynthia Mauney, 1989
- solotude, Kompositionen von Art Lande, Clare Fischer, Chick Corea, Duke Ellington, 1996
- Grey Matters mit Dave Liebman, Drew Gress, Mike Smith, 2006
- Machinery of the Night mit Dave Liebman, Drew Gress, Tony Martucci, 2007
- Tekke mit Drew Gress, Glenn Cashman, Mike Smith, aufgenommen 1989
- Levitation mit Dave Einhorn, Tom Keenlyside, Tony Martucci, Jim Hannah, aufgenommen 2015